# Leptogenys bituberculata
Leptogenys bituberculata es una especie de hormiga del género Leptogenys, subfamilia Ponerinae.

## Taxonomía
Esta especie fue descrita científicamente por Emery en 1901.